# Transcontinental-and-Western-Air-Flug 6963
Der Transcontinental-and-Western-Air-Flug 6963 (Flugnummer: TW6963, Funkrufzeichen: TWA6963) war ein interkontinentaler Linienflug der Trans World Airlines von Paris nach New York City mit planmäßigen Zwischenstopps in Shannon und Gander. Am 28. Dezember 1946 verunfallte auf diesem Flug eine Lockheed L-049 Constellation auf der Strecke vom Flughafen Paris-Orly zum Flughafen Shannon kurz vor der Landung. Bei dem Unfall wurden neun der 23 Insassen an Bord der Maschine getötet.

## Maschine
Die Maschine war eine Lockheed L-049 Constellation mit der Werknummer 2026, die 1945 gebaut und im November 1945 an die Transcontinental and Western Air ausgeliefert wurde. Die Maschine wurde mit dem Luftfahrzeugkennzeichen NC86505 zugelassen und erhielt den Taufnamen Star of Navajo, der später in Star of Cairo und schließlich in Star of Paris umgeändert wurde, wobei die Maschine in diesem Zusammenhang die Flottennummer 550 erhielt. Das viermotorige Langstreckenflugzeug war mit vier luftgekühlten 18-Zylinder-Doppelsternmotoren vom Typ Curtiss-Wright R-3350 (745C18BA3) Cyclone ausgerüstet, die jeweils eine Leistung von 2500 PS (1838 kW) hatten. Bis zum Zeitpunkt des Unfalls hatte die Maschine 1.098 Betriebsstunden absolviert.

## Besatzung und Passagiere
Den Flug auf dem Flugabschnitt von Paris nach Shannon hatten vier Passagiere angetreten. Es befand sich eine neunköpfige Besatzung an Bord der Maschine.
- Der 33-jährige Flugkapitän Herbert Tansey stammte aus Falls Church, Virginia und verfügte über 2.964 Stunden Flugerfahrung, von denen er nur 114 Stunden im Cockpit der Lockheed Constellation absolviert hatte.
- Der Erste Offizier Clifford Sparrow hatte bis zu dem Unfall 1.978 Flugstunden abgeleistet, davon 70 Stunden im Cockpit der Lockheed Constellation.

## Flugverlauf und Unfallhergang
Die Maschine startete am 27. Dezember 1946 um 23:16 Uhr in Paris-Orly, zum nächtlichen Flug nach New York City, es waren Zwischenstopps zur Betankung in Shannon und Gander vorgesehen. Der Flug verlief ohne besondere Vorkommnisse, um 02:00 Uhr erteilte die Flugsicherung in Shannon der Besatzung eine Freigabe zur Landung auf Landebahn 14. Um 02:06 Uhr meldeten die Piloten, dass sie in 1.200 Fuß Höhe flogen. Zu diesem Zeitpunkt teilte ihnen die Flugsicherung in Shannon mit, dass in der Umgebung des Flughafens in einer Höhe von 400 Fuß eine geschlossene Wolkendecke herrschte und dass in 250 Fuß Höhe noch 40 Prozent des Himmels mit Wolken bedeckt waren. Die Flugsicherung gab ferner an, dass die Sichtweite eine Meile betrug und dass der Wind mit 5 Knoten aus 120 Grad wehte. Beim Flug einer Linkskurve für den Endanflug auf Landebahn 14 passierte das Flugzeug einen niedrigen Hügel, der die Sicht des Kapitäns auf die Landebahnbefeuerung versperrte. Beim Flug der letzten Linkskurve für den Endanflug verlor das Flugzeug mindestens 150 Fuß an Höhe und die linke Tragflächenspitze schlug auf dem Boden auf. Das Flugzeug stürzte ab und fing Feuer. Von den 23 Menschen an Bord kamen neun ums Leben.

## Ursache
Nach dem Unfall übernahm das Civil Aeronautics Board die Ermittlungen zur Unfallursache. Die Ermittler stellten einen Fehler in der Höhenmesseranzeige, dessen Hauptursache die Umkehrung der primären und alternativen statischen Leitungen durch das Wartungspersonal war, was dazu führte, dass der Pilot seinen Anflug auf den Flughafen in gefährlich geringer Höhe durchführte. Ein Faktor, der dazu beigetragen hat, war die Nachlässigkeit des Wartungspersonals bei der Bestätigung der zufriedenstellenden Funktion des statischen Systems, da die zur Feststellung eines solchen Zustands erforderlichen Tests zwar bescheinigt, jedoch nicht durchgeführt worden waren. Als beitragenden Faktor vermerkten die Ermittler die eingeschränkte Sicht aus dem Cockpit aufgrund des Beschlagens der unbeheizten Windschutzscheiben.